# Ĳmuiden

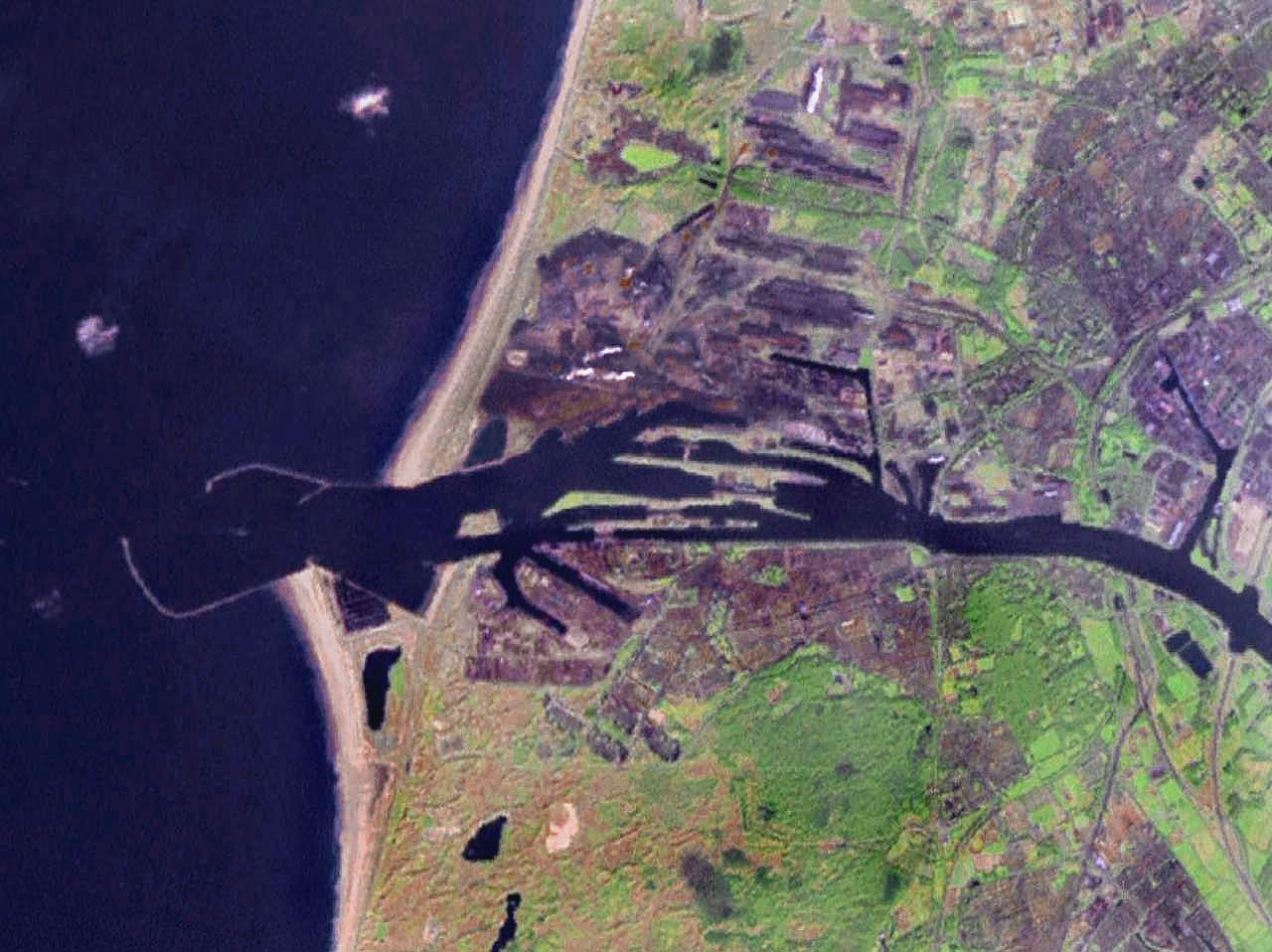
Flygbild över IJmuiden.

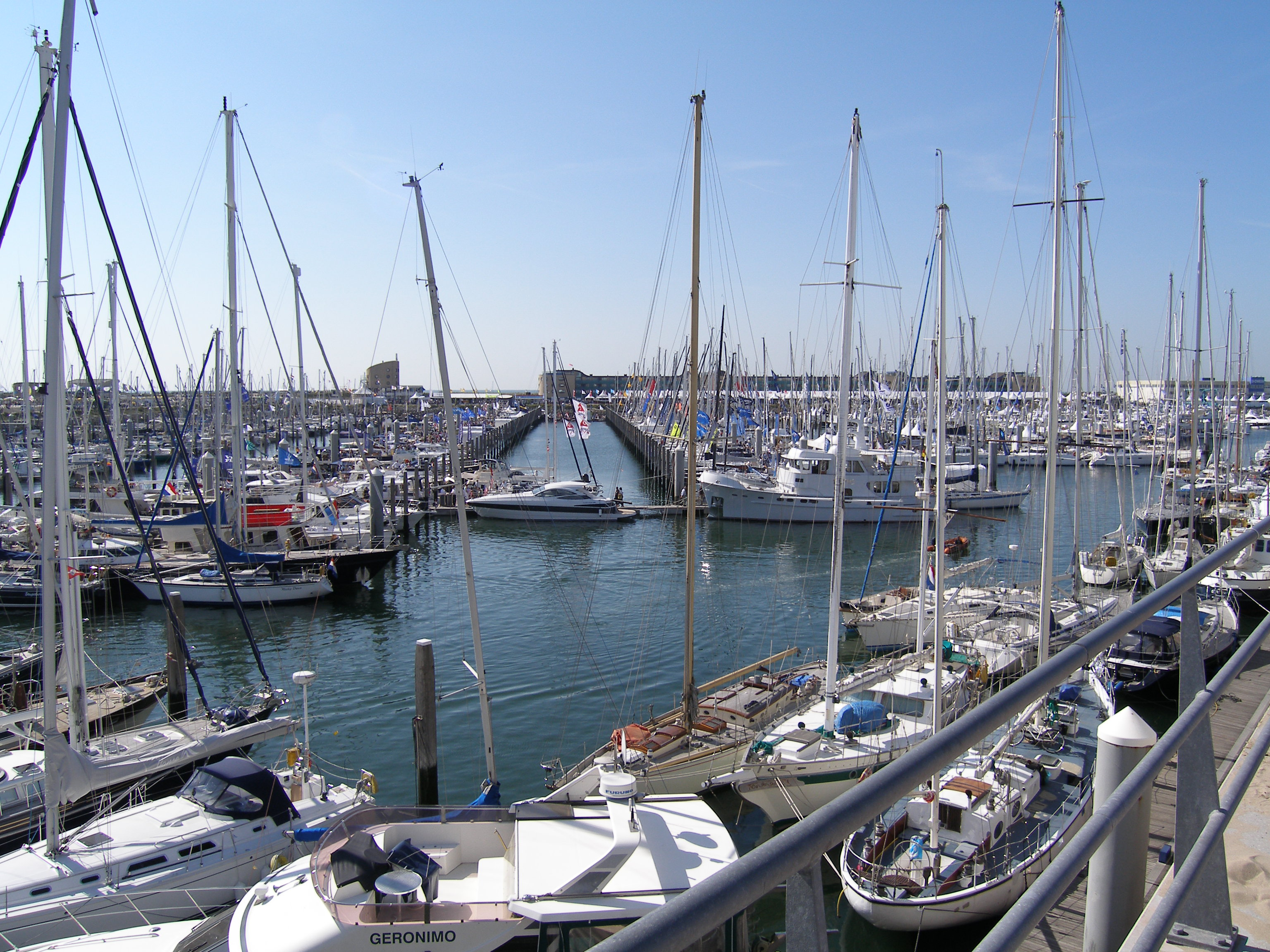
Hamnen.

Ĳmuiden [ɛi̯- ], "[floden] IJs mynning", är en stad i Nederländerna, i provinsen Noord-Holland. Den är huvudorten i kommunen Velsen. Staden, med 30 466 invånare (2005), ligger ungefär 20 kilometer från huvudstaden Amsterdam. Här mynnar Noordzeekanalen (genom slussar) ut i Nordsjön.
Ĳmuiden har ett flertal hamnar, bland annat en frakthamn, en fiskehamn, och en fritidsbåtshamn. I staden finns även ett stålverk, grundat 1918, tillhörigt Tata Steel Europe.

## Ortnamnets stavning
Ortnamnets stavning, där de inledande bokstäverna IJ bägge är versala kommer sig av att IJ räknas som en bokstav. Sammanskrivningen kallas ligatur och är vanligt förekommande i nederländska.

## Berömda personer från IJmuiden
- Cornelis Vreeswijk
- Marie-Jose van der Kolk